# Тюдоровская секуляризация

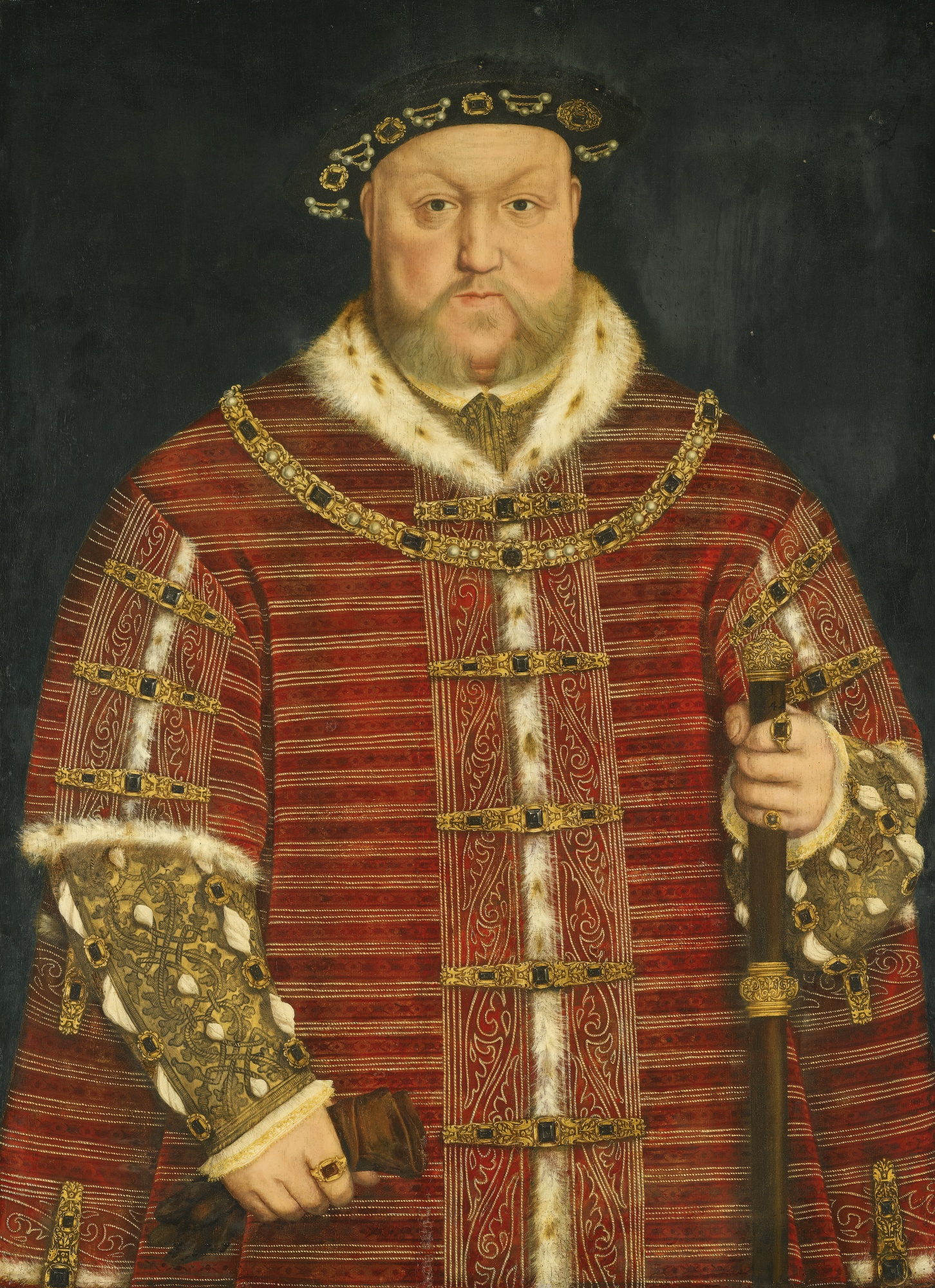
Генрих VIII Тюдор

Роспуск монастырей (англ. Dissolution of the Monasteries) — масштабный процесс секуляризации монастырей, происходивший при короле Генрихе VIII в ходе Английской Реформации.

## История
Во время их подавления небольшое количество английских и валлийских монашеских обителей могло проследить своё происхождение от англосаксонских или кельтских оснований до норманнского завоевания. Подавляющее большинство из 625 монашеских общин, распущенных Генрихом VIII, возникли на волне монашеского энтузиазма, охватившего западное христианство в XI и XII веках. Немногие английские монастыри были основаны позже конца XIII века; самым последним из учреждений, что были закрыты вследствие секуляризации, стал женский монастырь бригитток в аббатстве Сион, основанный в 1415 году.
Как правило, основатели XI и XII веков наделяли монастыри как «временным» доходом в виде доходов от земельных поместий, так и «духовным» доходом в виде десятины, полученной от приходских церквей под покровительством основателя. Вследствие этого монашеские обители в XVI веке контролировали назначение примерно двух пятых всех приходских бенефициаров в Англии, распоряжались примерно половиной всего церковного дохода, и владели примерно четвертью земельных богатств страны. Английская средневековая пословица гласила, что если аббат Гластонбери женится на аббатисе Шефтсбери, у их наследника будет больше земли, чем у короля Англии.
Двести обителей нищенствующих монахов в Англии и Уэльсе составили вторую отдельную волну основания, почти все из которых возникли в XIII веке. Братства, по большей части, были сосредоточены в городских районах и в отличие от монастырей избегали приносящих доход пожертвований; монахи, как нищие, ожидали финансовой поддержки за счет подношений и пожертвований верующих, в то время как в идеале они были самодостаточны в производстве основных продуктов из обширных городских огородов.
Роспуск монастырей в Англии и Ирландии произошел в политическом контексте других нападок в других странах на церковные институты западного римского католицизма, которые происходили в течение некоторого времени. Многие из них были связаны с протестантской Реформацией в континентальной Европе. К концу XVI века монашество почти полностью исчезло в принявших лютеранство или реформацию господствующей верой государствах (за исключением Ирландии). Оно сохранилось в католических странах, где появились новые ордена, вроде иезуитов и капуцинов.
Религиозные и политические изменения в Англии при Генрихе VIII и Эдуарде VI носили иной характер, чем в Германии, Богемии, Франции, Шотландии и Женеве. На большей части континентальной Европы захват монастырской собственности был связан с массовым недовольством простых людей и низшего класса духовенства и горожан могущественными и богатыми церковными учреждениями. Такая народная враждебность к церкви была редкостью в Англии до 1558 года; реформация направлялась королём и высшими слоями общества. Эти изменения поначалу вызвали всеобщее подозрение; в некоторых случаях и в определенных местах королевской программе оказывалось активное сопротивление.
С началом выхода Церкви Англии из-под власти римских пап в 1530-е годы Генрих VIII начал процесс ликвидации монастырей и передачи монастырского имущества в собственность королевского дома Тюдоров. Согласно Акту, принятому в 1536 году, ликвидации подлежали все монастыри с ежегодным доходом менее 200 фунтов стерлингов. К 1540 году около 800 монастырей в Англии были закрыты, а более 10 тысяч монахов лишились средств к существованию. Также были закрыты монастырские школы.
Русский медиевист, профессор Московского университета А. Н. Савин показал, что в результате секуляризации большая часть монастырских земель попала в руки так называемого «нового дворянства». В своей работе «Английская секуляризация» (1906) Савин, как отмечает советский историк профессор Е. А. Косминский, показал, что «монастыри были ленивыми хозяевами, жившими главным образом за счет рент. Они тяготели преимущественно к высшим и средним классам общества и играли ничтожную роль как учреждения социального обеспечения».
Монастыри Ирландии и Уэльса также пострадали, но в меньшей степени, а Шотландия в то время была отдельным королевством.
Период роспуска монастырей сопровождался жестокими репрессиями. В частности, в 1535 году были казнены Джон Фишер и Томас Мор. Оба сперва были приговорены к квалифицированной казни через повешение, потрошение и четвертование, но король, видимо, боясь, что казнённых воспримут за мучеников, заменил данный способ обычным отрубанием головы. В 1539 году аналогичным образом в Тауэре казнён был престарелый аббат старейшего в Англии Гластонберийского аббатства Ричард Уайтинг.
В ходе секуляризации монастырей, в большинстве из которых издавна велось местное летописание и составлялись крупные библиотечные и архивные собрания, утрачено было немало ценных рукописей, и лишь трудами историков и антиквариев эпохи Тюдоров Джона Лиланда, Джона Бойла, Уильяма Ламбарда, Джона Стоу, Уильяма Кемдена, Роберта Коттона и др., поддержанных некоторыми государственными и церковными деятелями, в частности архиепископом Мэттью Паркером, удалось собрать, сохранить и позже опубликовать значительную их часть.
Руины многих монастырей в настоящее время являются национальными памятниками Великобритании.

Разрушенные аббатства
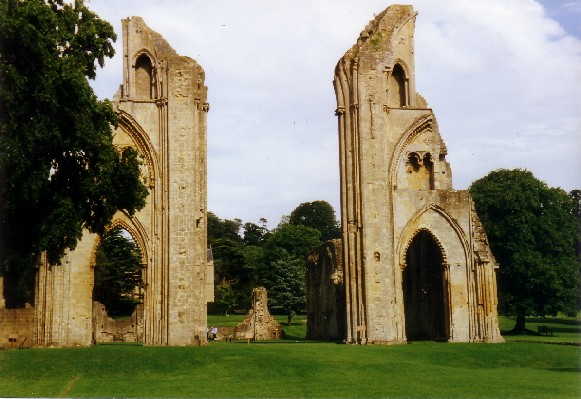
Руины аббатства в Гластонбери (Сомерсет)
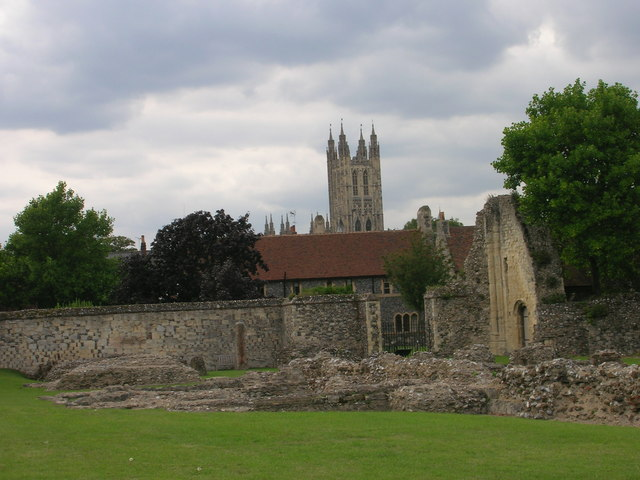
Руины аббатства Св. Августина в Кентербери (Кент)
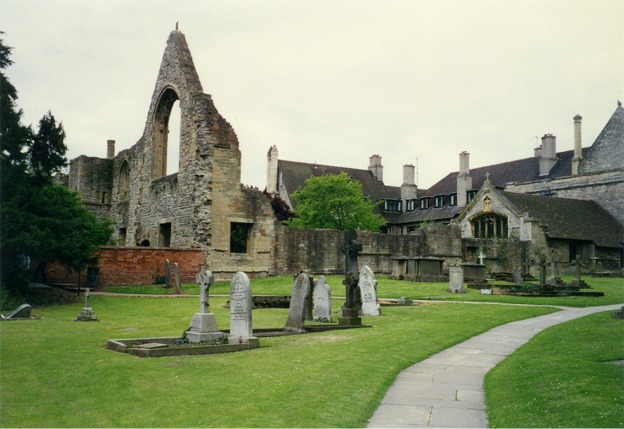
Остатки дворца епископа в Саутвелле (Ноттингемшир)
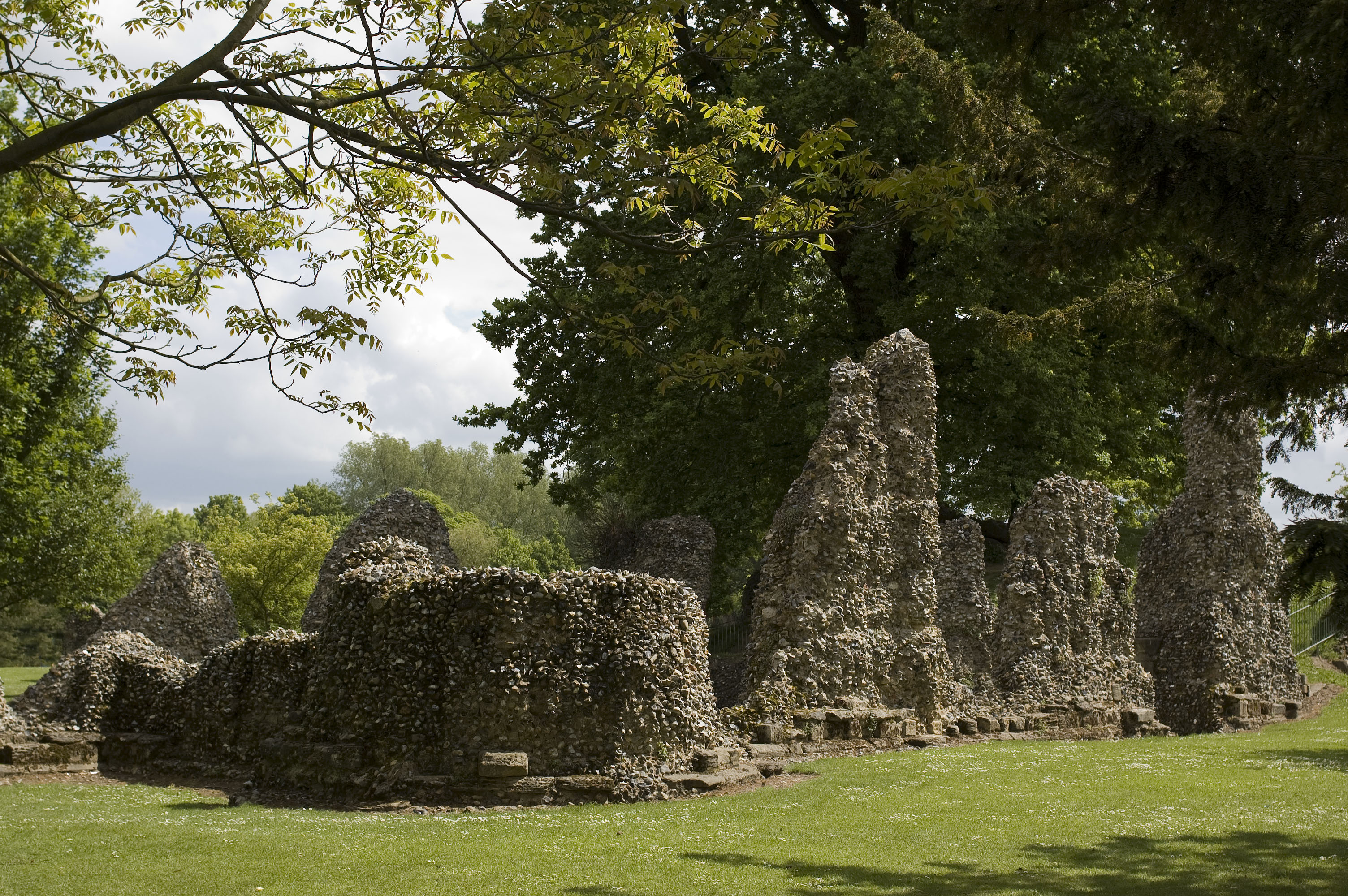
Руины аббатства[англ.] в Бери-Сент-Эдмундс (Суффолк)
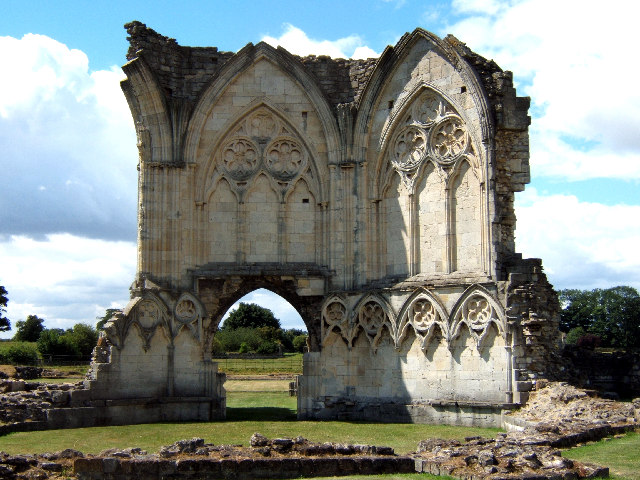
Руины аббатства Торнтон[англ.] в Северном Линкольншире
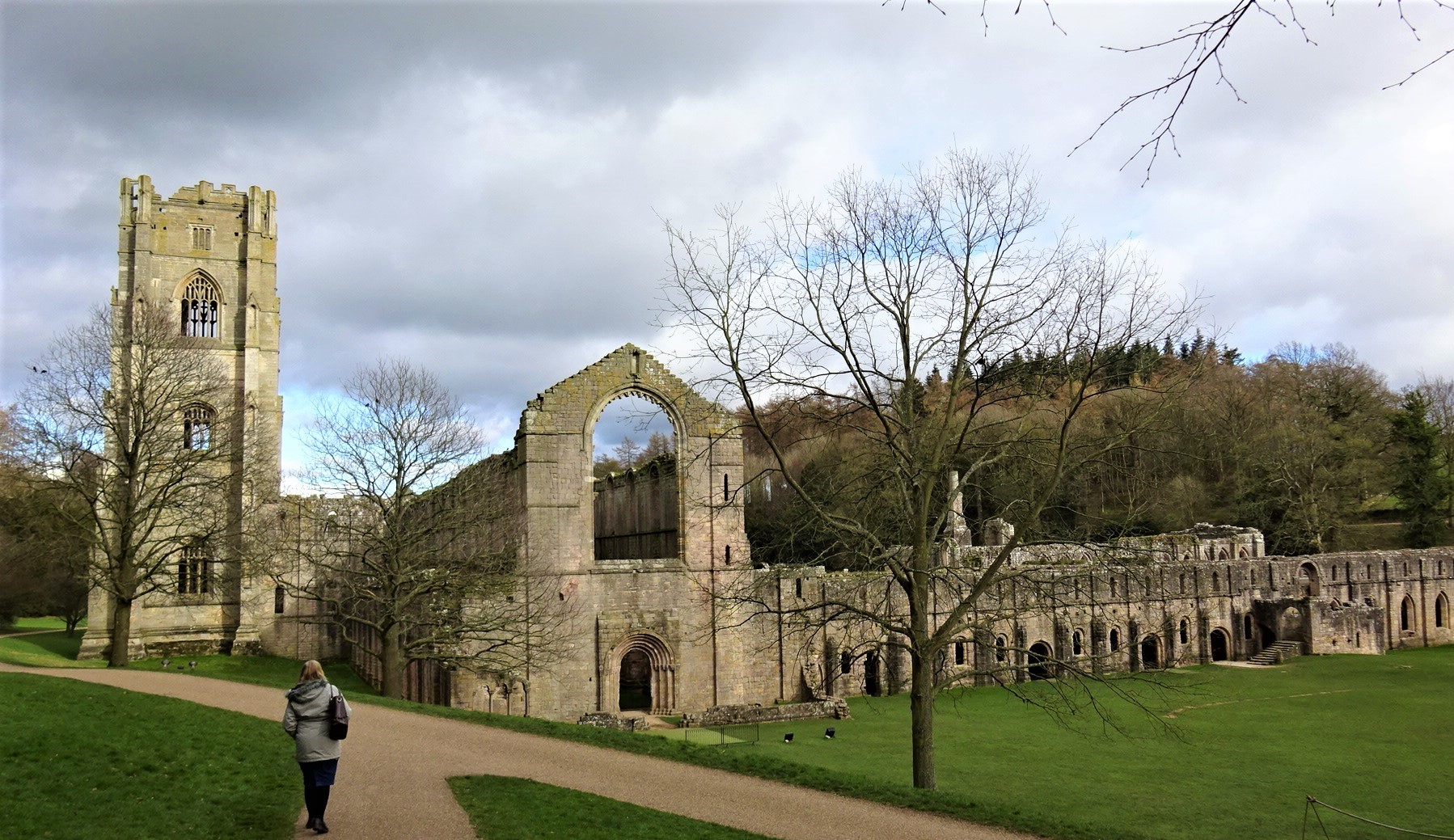
Руины Фаунтинского аббатства в Северном Йоркшире
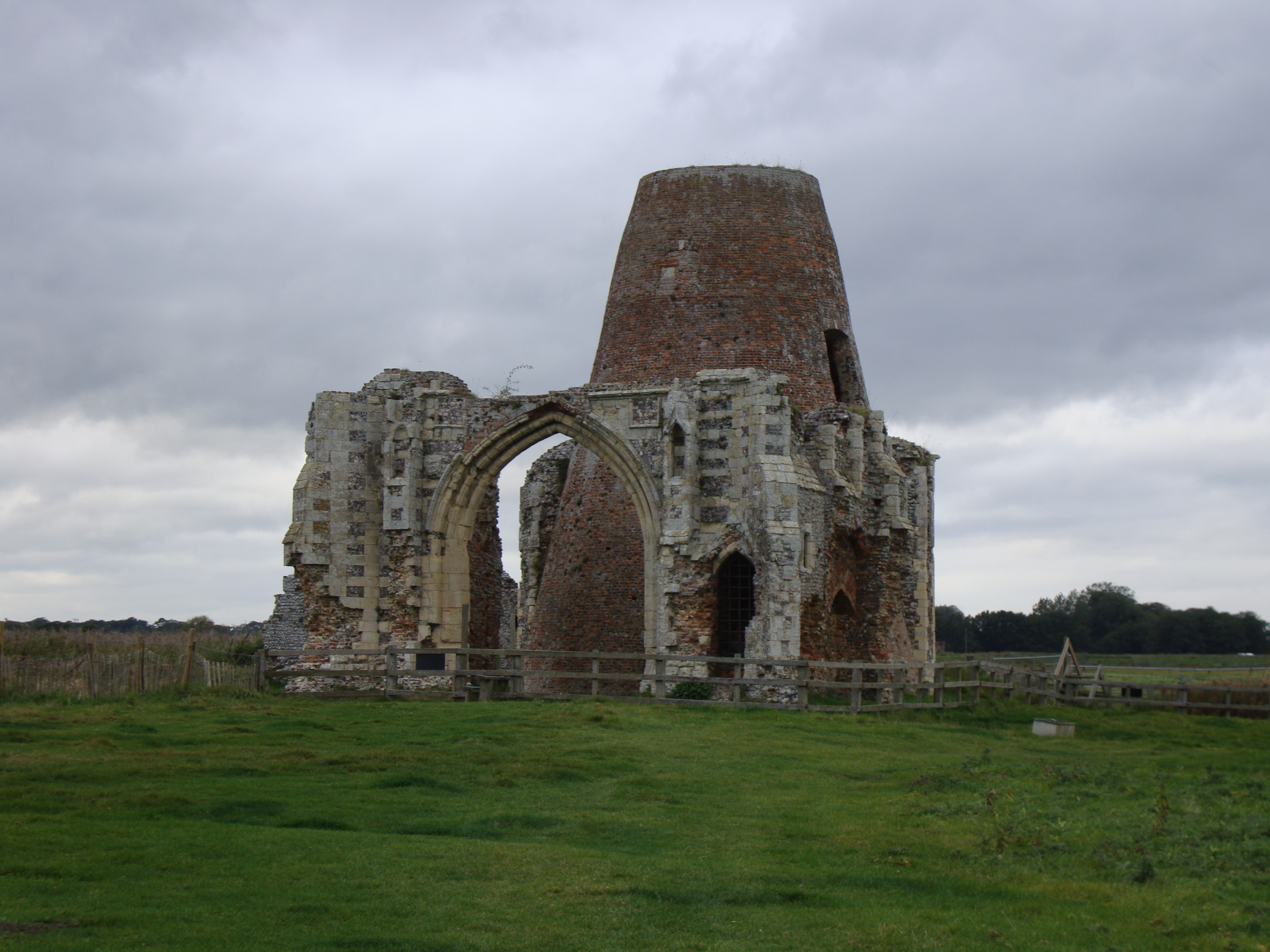
Руины аббатства Святого Беннета на Островке[англ.] (Норфолк)
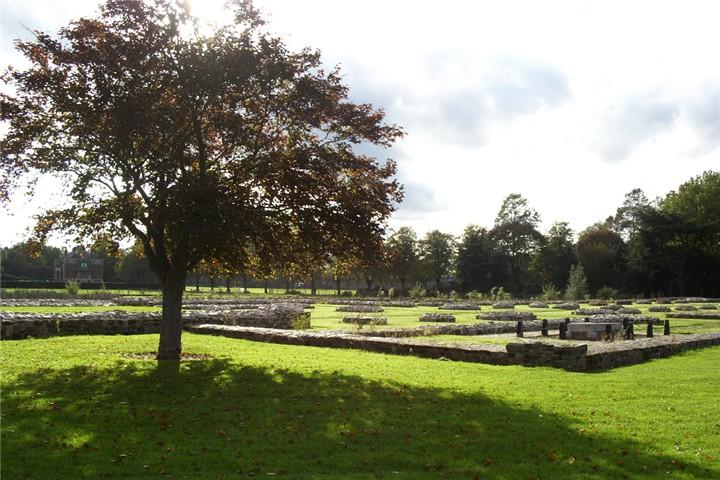
Руины аббатства Св. Марии на Лугу в Лестере (Лестершир)
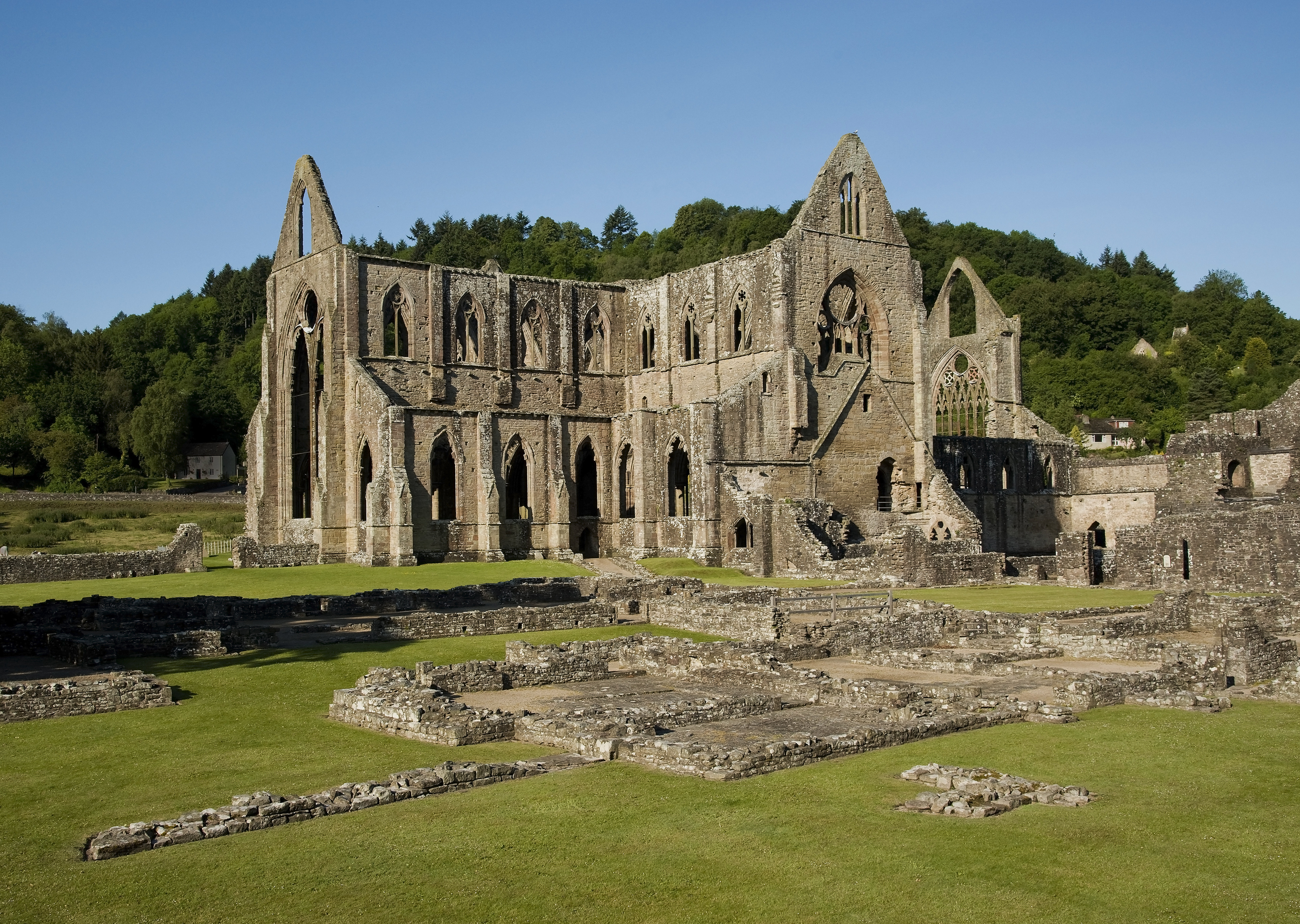
Руины Тинтернского аббатства близ Монмута (Уэльс)
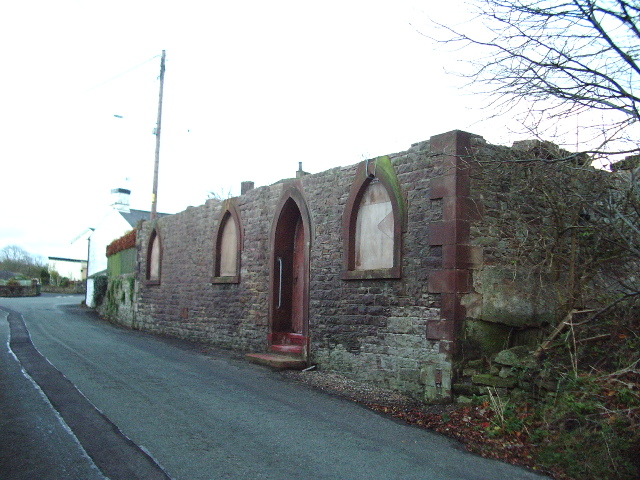
Остатки церкви в Корнер-Коттедж (Корнуолл)
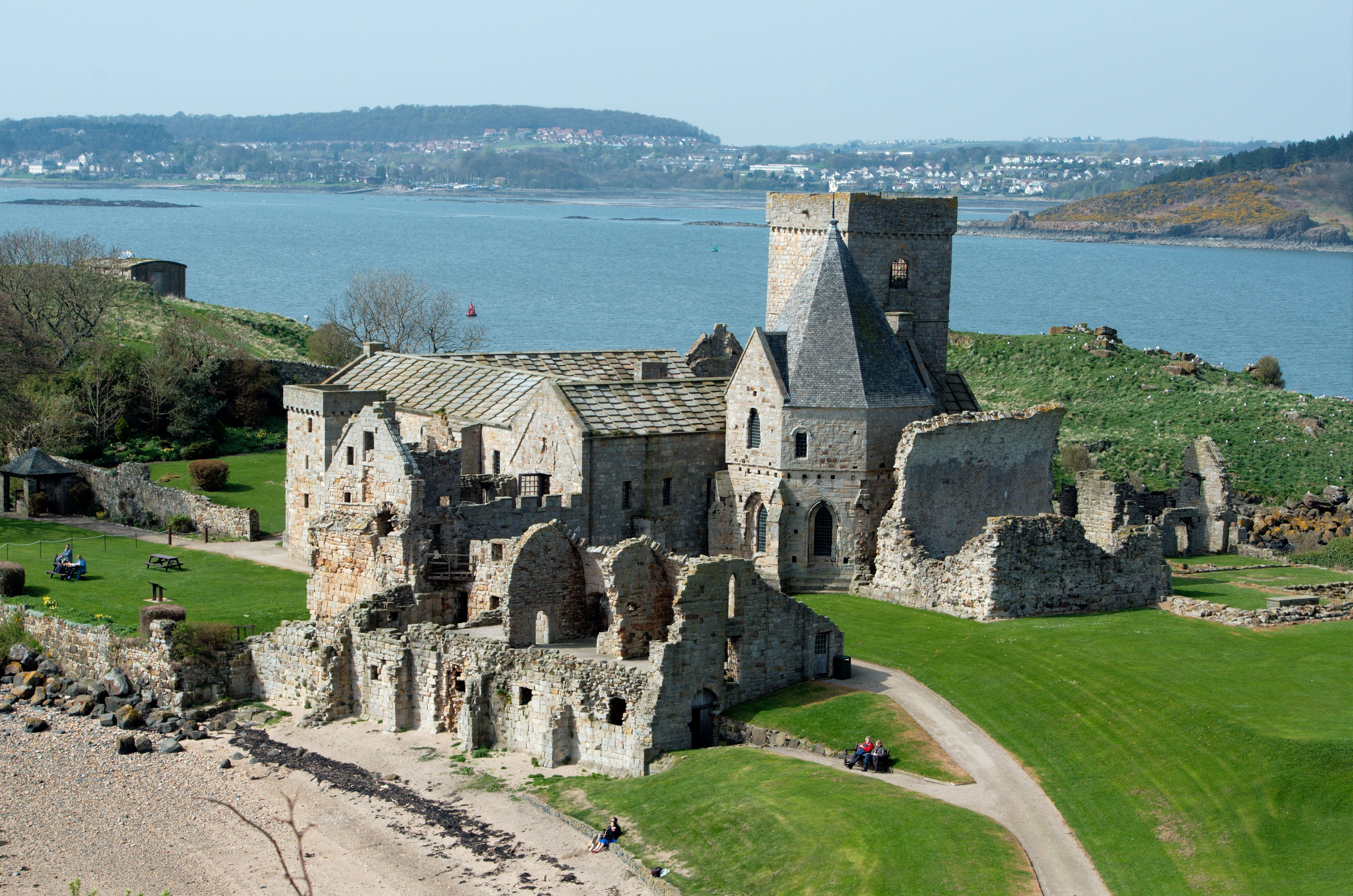
Руины Инчколмского аббатства в заливе Ферт-оф-Форт (Шотландия)
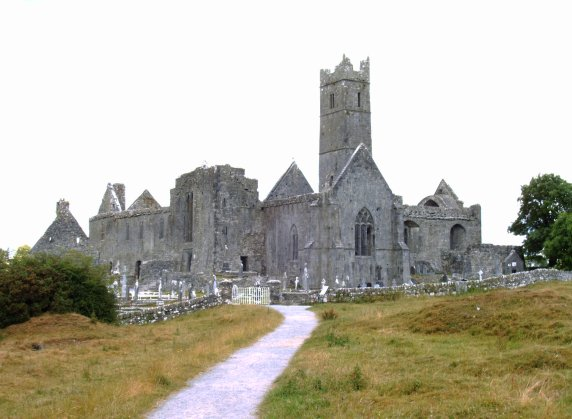
Руины аббатства Куин в графстве Клэр (Ирландия)